# Ентиљио (Варезе)
Ентиљио је насеље у Италији у округу Варезе, региону Ломбардија.
Према процени из 2011. у насељу је живело 13 становника. Насеље се налази на надморској висини од 322 м.